# Ібусукі

Ібу́сукі (яп. 指宿市, いぶすきし, МФА: [ibusu̥kʲi ɕi̥]?) — місто в Японії, в префектурі Каґошіма. Розташоване в південній частині префектури, на узбережжі Східно-Китайського моря, на південному сході півострова Сацума.    Отримало статус міста 2006 року. Площа становить 149,01 км². Станом на 1 липня 2012 року населення складало 43 706  осіб, густота населення — 293 осіб/км².  Основою економіки є рибальство, вирощування морських вугрів та чорних сацумських свиней, туризм.  В місті розташовані гарячі ванни на термальних водах, пляжі та нетипові для Японії тропічні пейзажі. Завдяки субтропічному клімату місто інколи називають «Японськими Гаваями». 

## Історія
Засноване 1 січня 2006 року шляхом злиття таких населених пунктів:
- містечка Ямаґава повіту Ібусукі (揖宿郡山川町)
- містечка Каймон (開聞町)